# Greatest Hits (альбом Alice in Chains)
| Оценки критиков               | Оценки критиков |
| Источник                      | Оценка          |
| ----------------------------- | --------------- |
| AllMusic                      | [ 1 ]           |
| Billboard                     | (положительная) |
| Encyclopedia of Popular Music | [ 3 ]           |
| PopMatters                    | (смешанные)     |
| The Rolling Stone Album Guide | [ 5 ]           |

«Greatest Hits» — третий сборник лучших хитов американской гранж-группы Alice in Chains. Сборник был выпущен 24 июля 2001 года на лейбле Columbia Records.
Сборник состоит из десяти песен на компакт-диске. В комплект входит материал из трех студийных альбомов и одного мини-альбома. Сборник получил в целом положительные отзывы, хотя критики отмечали ограниченное количество песен как главный недостаток. В 2005 году после тиража 500000 экземпляров из проданных копий Greatest Hits получил золотой сертификат Американской ассоциации звукозаписывающих компаний (RIAA).

## Об альбоме
Greatest Hits является третьем сборником лучших хитов группы — после сборников Nothing Safe: The Best Box (1999) и Music Bank (1999). Сборник включает в себя десять песен из трех студийных альбомов — Facelift (1990), Dirt (1992), Alice in Chains (1995), а также из мини-альбома Jar of Flies (1994).
Это последний альбом, выпущенный Alice in Chains до смерти вокалиста Лейна Стейли в 2002 году. Майк Старр играет на басу в первых пяти песнях альбома, в то время как Майк Айнез играет на басу в последних пяти. Greatest Hits был сертифицирован RIAA как золотой 30 ноября 2005 года.

## Обложка альбома
Альбом имеет две обложки. В оригинальном выпуске альбома 2001 года на обложке была фотография американского боксера Джина Фуллмера, который получил сокрушительное удар от Шугара Рэй Робинсона во время их 10-раундового боя в Мэдисон-сквер-гарден 15 ноября 1957 года. На неофициальном второй обложке изображены головы участников группы на радужном фоне без текста на обложке.

## Выпуск и прием
15 сентября 2001 года альбом дебютировал под номером 112 в Billboard 200. 30 ноября 2005 г. превысив продажи в 500 тыс. копий, Greatest Hits был удостоен золотого сертификата в Соединенных Штатах Американской ассоциацией звукозаписывающей индустрии (RIAA). 4 апреля 2015 года сборник дебютировал на 45 позиции в Top Pop Catalog Albums Billboard. В 2021 году сборник был включен в список 75 лучших альбомов Греции, заняв 16-е место.
Альбом получил рецензии, в которых критиковалось отсутствие песен и «кассовый» характер релиза.
Стив Хьюи из AllMusic дал альбому три звезды по пятибалльной шкале. Автор констатировал, что композиции хорошо отобраны и содержат известные песни из репертуара группы, но единственным недостатком сборника является его скромный объём. «Greatest Hits удовлетворит потребности случайных фанатов, которые хотят только десять лучших песен Alice in Chains на одном альбоме, не тратя слишком много денег, но в каталоге группы слишком много других хороших моментов, чтобы сделать это хорошей покупкой для всех остальных», — утверждал Хьюи.
Билл Адамс из Ground Control поставил под сомнение целостность альбома, написав в своем обзоре: «Необходимо задаться вопросом, для кого была создана эта компиляция. Когда он был выпущен в 2001 году, Alice in Chains около шести лет обходились без нового студийного альбома, и поклонники продолжали интересоваться концертными альбомами, бокс-сетами и множеством других релизов, так зачем выпускать что-то столь утилитарное?».
Эндрю Гилстрап из PopMatters отметил, что «Greatest Hits фокусирует внимание на плодотворных годах группы. Если у вас есть хотя бы один из их альбомов (особенно Dirt), вам вряд ли понадобится эта коллекция». Гилстрап подчеркнул, что это хороший альбом для слушателя, который хочет видеть только достижения группы, но не для фаната.

## Список композиций
| №                   | Название                                         | Автор(ы)                     | Длительность |
| ------------------- | ------------------------------------------------ | ---------------------------- | ------------ |
| 1.                  | «Man in the Box» (из альбома Facelift)           | Лейн Стейли, Джерри Кантрелл | 4:47         |
| 2.                  | «Them Bones» (из альбома Dirt)                   | Кантрелл                     | 2:30         |
| 3.                  | «Rooster» (из альбома Dirt)                      | Кантрелл                     | 6:15         |
| 4.                  | «Angry Chair» (из альбома Dirt)                  | Стейли                       | 4:48         |
| 5.                  | «Would?» (из альбома Dirt)                       | Кантрелл                     | 3:28         |
| 6.                  | «No Excuses» (из альбома Jar of Flies)           | Кантрелл                     | 4:15         |
| 7.                  | «I Stay Away» (из альбома Jar of Flies)          | Кантрелл, Майк Айнез, Стейли | 4:14         |
| 8.                  | «Grind» (из альбома Alice in Chains)             | Кантрелл                     | 4:46         |
| 9.                  | «Heaven Beside You» (из альбома Alice in Chains) | Кантрелл, Айнез              | 5:29         |
| 10.                 | «Again» (из альбома Alice in Chains)             | Кантрелл, Стейли             | 4:05         |
| Общая длительность: | Общая длительность:                              | Общая длительность:          | 44:35        |

## Участники записи
| Alice in Chains - Лейн Стейли — вокал, бэк-вокал в «No Excuses», «Grind» и «Heaven Beside You» и ритм-гитара на «Angry Chair» - Джерри Кантрелл — соло-гитара бэк-вокал и вокал в песнях «No Excuses», «Grind» и «Heaven Beside You» - Шон Кинни — барабаны - Майк Старр — бас-гитара (треки 1—5) - Майк Айнез — бас-гитара (треки 5—10) Приглашённые музыканты - Джастин Фой — виолончель (7) - Эйприл Азевес — альт (7) - Мэтью Вас — скрипка (7) - Ребекка Клемонс-Смит — скрипка (7) | Производство - Alice in Chains — продюсер - Брайан Карлстром — инженер - Рон Шампань — инженер - Дэйв Джерден — продюсер, инженер, микширование - Стивен Маркуссен — мастеринг - Рик Парашар — продюсер - Тоби Райт — продюсер, инженер, микшер - Том Неллен — инженер - Питер Флетчер — продюсер, продюсер компиляции - Рокки Шенк — фотография - Мэри Маурер — художественное направление, дизайн - Сьюзан Сильвер — менеджмент - Марти Темме — фотография - Эллиотт Блейки — инженер |

## Чарты

### Альбом
| Чарт (2001)      | Позиция |
| ---------------- | ------- |
| US Billboard 200 | 112     |

| Чарт (2015)            | Позиция |
| ---------------------- | ------- |
| Top Pop Catalog Albums | 45      |

| Чарт (2021)            | Позиция |
| ---------------------- | ------- |
| Top 75 Albums (Grecja) | 16      |

### Сертификации
| Страна                                                  | Статус  | Тираж    |
| ------------------------------------------------------- | ------- | -------- |
| Соединённые Штаты                                       | Золотой | 500,000^ |
| ^ означает данные о партиях, основанные на сертификации |         |          |